# Erwin Mark Stern
Erwin Mark Stern (New York City, 5 dicembre 1929 – Contea di Dutchess, 11 marzo 2014) è stato uno psicologo statunitense, per due volte presidente dell'American Psychological Association negli anni Novanta.

## Biografia
Erwin Mark Stern conseguì nel 1953 il Master of Science presso l'Università statale della Pennsylvania, nel '55 il dottorato presso il Teachers College della Columbia University e, tre anni più tardi,  un certificato di idoneità alla professione di psicoanalista presso il centro di formazione e addestramento della National Psychological Association for Psychoanalysis. Successivamente, collaborò per molti anni con la Facoltà di Arti e Scienze dell'università privata cristiana Iona College come professore associato, poi ordinario ed emerito di consulenza pastorale e famigliare. È stato per vari periodi professore associato di psicologia alla Seton Hall University, alla Fordham University e all'Università Cattolica Australiana. È stato anche fellow e membro della facoltà dell'Istituto Americano di Psicoterapia e Psicoanalisi di New York City e del locale Centro di Addestramento per Professionisti della Mente. Negli ultimi anni di vita è stato istruttore ospite presso il Bard College di Annandale-on-Hudson, nella Contea di Dutchess.
È stato redattore del Journal of Pastoral Counseling (pubblicato dall'Iona College), di Voices: the Journal of the American Academy of Psychotherapists (da metà degli anni Settanta al 1989) e fondatore di Psychotherapy Patient, edito dalla Haworth Press. È stato autore del saggio The Other Side of the Couch" What Therapist Believe, pubblicato dalla Pilgrim Press, di libri e articoli usciti in stampa su riviste di psicologia e psicoanalisi, nonché come capitoli all'interno di antologie.
Fu presidente di due divisioni dell'American Psychological Association: quella dedicata alla psicologia della religione (Divisione 36) e la Società per la Psicologia Umanistica (Divisione 32). Ha ricoperto quattro mandati non consecutivi nel consiglio dei rappresentanti dell'APA, divenendo per due volte presidente dell'associazione negli anni Novanta. È stato membro dell'Associazione per la Scienza Psicologica. 
Psicologo abilitato nelo Stato di New York, si diplomò in psicologia clinica presso l'American Board of Professional Psychology e fu membro della Psi chi Honor society in psicologia e della Phi Delta Kappa, fraternità studentesca attiva nel campo dell'educazione.
Durante il suo semi-pensionamento, Stern è stato nominato membro con potestà legislativa della Commissione per la salute mentale della contea di Dutchess, continuando nel contempo a esercitare in modo limitato la professione di psicoterapeuta ad indirizzo umanistico ed esistenziale.
Nell'ottobre 1967 sposò Virginia Fraser Underwood.
Stern morì l'11 marzo 2014 a Clinton Corners, nella contea di Dutchess.
Il suo nome nome va confuso con quello di A. Mark Stern. membro del comitato scientifico del NARTH.